# Antonia Nouwens
Antonia Nouwens (Middelbeers, 13 november 1907 – Hasselt (België), 19 oktober 2016) was een Belgische eeuwelinge.

## Levensloop
Nouwens werd geboren in 1907 in het Nederlandse dorp Middelbeers als 11de kind van Arnoldus Nouwens (1867-1950) en Antonetta van Elderen (1867-1933). Het gezin verhuisde naar Westelbeers. Tijdens de Eerste Wereldoorlog leed het gezin Nouwens honger. In 1927 trad zij het klooster van Tilburg in als zuster Deodata. Ze heeft gewoond in diverse andere kloosters, waaronder in Lyon, Marseille en Parijs. Tussen 1952 en 1964 was ze missiezuster in Madagaskar. In 1981 trad ze uit het klooster en trok ze in bij een nicht in het Belgische Kermt, waar ze een actief leven leidde en bekend kwam te staan als De Vliegende Hollander. Na het overlijden van haar nicht in 1998 en een tijdelijk verblijf bij haar buren, kwam ze in een rusthuis in Houthalen terecht. In 2010 verhuisde ze naar een rusthuis in Hasselt (België). 
In 2012 werd ze op 104-jarige leeftijd de oudste Limburgse. In 2015 werd ze de oudste Limburgse inwoner ooit. Later dat jaar vierde ze haar 108ste verjaardag. Antonia Nouwens overleed op 19 oktober 2016. 